# Pinocchio et l'Empereur de la Nuit
Pour plus de détails, voir Fiche technique et Distribution.
Pinocchio et l'Empereur de la Nuit est un long-métrage animé américain distribué par New World Communications en décembre 1987 (à ne pas confondre avec le Pinocchio, de Walt Disney). Il dure 87 minutes et a été produit par Filmation.
Le film n'a pas eu autant d'entrées qu'espéré, malgré son coût de 8 millions de dollars, avec 3,2 millions de recettes lors de son exploitation en salles. Mal accueilli par la critique, il est noté D sur Box Office Mojo.

## Synopsis
Pinocchio qui est désormais un enfant, accompagné d'un insecte qu'il a fabriqué nommé Willy et d'une marionnette blonde nommée Twinie, affronte deux voleurs, Scalawag et Igor ainsi que le mystérieux marionnettiste Pupettino, maître d'une fête foraine. Ce dernier grâce à ses pouvoirs magiques a transformé Pinocchio en poupée de bois. Il faudra toute l'ingéniosité et le courage de Willy pour aider son maître à retrouver sa forme originelle en faisant appel à la bonne fée...

## Fiche technique
- Titre original : Pinocchio and the Emperor of the Night
- Titre français : Pinocchio et l'Empereur de la nuit
- Réalisation : Hal Sutherland
- Scénario : Robby London, Barry O'Brien et Dennis O'Flaherty d'après l'oeuvre de Carlo Collodi
- Musique : Brian Banks et Anthony Marinelli
- Chansons originales : Will Jennings, Barry Mann et Steve Tyrell
- Montage : Rick Gehr et Jeffrey C. Patch
- Création des décors : Ray Aragon, Rex Barron, Tom Bird, Gerald Forton, Frank Frezzo, Tenny Henson, Rick Maki, Phil Ortiz, Connie Schurr, Tom Shannon, Cliff Voorhees et Patricia Wong
- Direction artistique : John Grusd
- Supervision de la post-production : George Mahana
- Chargé de la production : Joe Mazzuca
- Directeurs de production : Charles Mitman et R.W. Pope
- Graphiste : Victoria Brooks
- Sculpteur : Chris Peterson
- Supervision du storyboard : Tom Tataranowicz
- Montage son : Steve Burger, Hector Gika, Bill Kean et Charles Rychwalski
- Supervision des effets visuels : Bruce Heller
- Producteurs associés : John Grusd, Robby London et Erika Scheimer
- Producteur : Lou Scheimer
- Compagnie de production : Filmation Associates
- Compagnie de distribution : New World Pictures
- Budget : 8 millions de dollars (estimation)
- Pays d'origine :  États-Unis
- Langue : Anglais Dolby Stéréo
- Durée : 87 minutes
- Ratio : 1.33:1 plein écran 4:3
- Image : Couleurs
- Laboratoire : CFI
- Négatif : 35 mm
- Format montage : 35 mm
- Genre : Aventure fantastique

## Distribution
- Scott Grimes (VF : Annabelle Roux) : Pinocchio
- Tom Bosley (VF : Albert Médina) : Geppetto
- Edward Asner (VF : Roger Lumont) : Scalawag
- Frank Welker (VF : Roger Carel) : Igor
- Jonathan Harris (VF : Yves Barsacq) : lieutenant Grumblebee
- James Earl Jones (VF : Yves-Fabrice Lebeau) : l'Empereur de la nuit
- William Windom (VF : Mario Pecqueur) : Puppetino
- Don Knotts (VF : Thierry Ragueneau) : Gee Willikers (Willy en VF)
- Rickie Lee Jones (VF : Céline Monsarrat) : la belle-mère
- Lana Beeson (VF : Hélène Chanson) : Twinkle